# Елізабет де Вермандуа

Герб будинку де Вермандуа

Елізабет (або Ізабелла) де Вермандуа (фр. Isabelle de Vermandois; англ. Elizabeth of Vermandois; ок. 1081- 13 лютого 1131) — дочка Гуго Великого, графа Вермандуа, і дружина двох англонормандських аристократів Роберта де Бомона і Вільгельма де Варенна. Елізабет де Вермандуа є предком всіх королів Шотландії, починаючи з Малкольма IV, і наступних монархів Великої Британії аж дотепер.

## Біографія
Елізабет була третьою дочкою Гуго Великого, графа Вермандуа, і Адель, дочки Герберта IV де Вермандуа. По батьківській лінії вона була онукою французького короля Генріха I і Анни Київської, дочки Ярослава Мудрого. По материнській лінії Елізабет вела своє походження від Карла Великого і каролінгських графів Вермандуа.
У 1096 р., ймовірно будучи ще неповнолітньою, Елізабет вийшла заміж за Роберта де Бомона, графа Мелана і сеньйора Бомон-ле-Роже, великого англонормандської аристократа, що мав великі володіння в Нормандії, Англії та Іль-де-Франсі, був радником англійського і французького королів. Різниця у віці між ними становила понад 35 років, що навіть на ті часи було надзвичайно багато. Тим не менше в 1102 р. у них народилася перша дитина, а в 1104 р. — близнюки Галеран і Роберт, майбутні графи де Мелан і Лестер відповідно. Всього у Елізабет і Роберта де Бомона було не менше восьми дітей. Беручи до уваги поважний вік Роберта і його зайнятість при дворі короля Генріха I Боклерка, правою рукою якого він був, сучасники ставили під сумнів батьківство деяких з їхніх дітей, спекулюючи даними про невірність Елізабет де Вермандуа.
Підстави для звинувачення Елізабет в подружній зраді дійсно з'явилися в кінці 1110-х рр.. За свідченням Генріха Хантінгдонського, якийсь граф спокусив Елізабет. Незабаром після того, як це стало відомо, Роберт де Бомон помер «від приниження і печалі» 5 червня 1118 р. Очевидно, спокусником був Вільгельм де Варенн, граф Суррей, син соратника Вільгельма Завойовника і далекий родич англійських королів, з яким Елізабет обвінчалася незабаром після смерті першого чоловіка. Любовний зв'язок Елізабет і Варенн можливо почався значно раніше, близько 1115 р. Відомо, що Варенн тривалий час шукав собі наречену королівської крові (він сватався, зокрема, до Матильди Шотландської і інших дочок Генріха I), а походження Елізабет де Вермандуа повністю задовольняло вимоги Вільгельма. Весілля Вільгельма де Варена і Елізабет відбулося в 1118 р.
Про подальші роки життя Елізабет де Вермандуа практично нічого не відомо. Вона народила своєму другому чоловікові ще п'ятьох дітей і померла в 1131 р.

## Діти
Від шлюбу (1096) з Робертом де Бомон, графом Меланським і 1-м графом Лестер, Елізабет мала наступних дітей:
- Емма де Бомон (нар. 1102), в дитинстві заручена з Аморі де Монфором, проте весілля не відбулося, подальша доля не відома;
- Галеран де Бомон (1104—1166), граф Меланський (1118—1124), 1-й граф Вустер (з 1138);
- Роберт де Бомон (1104—1168), 2-й граф Лестер (з 1118);
- Гуго де Бомон (нар. 1106 р.), граф Бедфорд (1137—1141);
- Аделіна де Бомон (нар. бл. 1107), одружена першим шлюбом з Гуго IV, сеньйором де Монфор-сюр-Рісль, другим шлюбом з Річардом де Гранвіллем.
- Обрі де Бомон, одружена з Гуго II, сеньйором де Шатонеф-ан-Тімерез;
- Матільда де Бомон (нар. бл. 1114), одружена з Вільгельмом Ловельом, сеньйором д'Іврі;
- Ізабелла де Бомон (бл. 1102—1172?), коханка короля Генріха I, одружена першим шлюбом з Гілбертом де Клером, 1-м графом Пембрук, другим шлюбом з Ерве де Монморансі, конетаблем Ірландії.

Від другого шлюбу (1118) з Вільгельмом де Варенн, 2-м графом Суррей, Елізабет мала таких дітей:
- Вільгельм де Варенн, 3-й граф Суррей (1119—1148) ;
- Реджинальд де Варенн, спадкоємець нормандських володінь сім'ї;
- Ральф де Варенн;
- Гундрада де Варенн, одружена першим шлюбом за Роджером де Бомон, 2-м графом Ворік, другим шлюбом за Вільгельмом, лордом Кендале;
- Ада де Варенн (помер бл. 1178), одружена з Генріхом Шотландським, 3-м графом Гантінгдон. Через дочку Аду Елізабет де Вермандуа є предком королів Шотландії і Великої Британії.